# Biblioteca Pedro Grases
La Biblioteca Pedro Grases es el centro de información de la Universidad Metropolitana. Su colección está conformada por recursos impresos y electrónicos en el área de las ciencias y la tecnología.

## Historia
Las actividades de la Biblioteca Central de la Universidad Metropolitana se inician en la sede de San Bernardino a partir de 1972.
El humanista español Pedro Grases, donó a la Universidad Metropolitana en 1976, su biblioteca personal constituida por setenta y cinco mil libros.  En agradecimiento, cuando se muda la Unimet a su nueva sede de Terrazas del Ávila, en 1983, su Biblioteca Central adopta el nombre de Biblioteca Pedro Grases.
Desde el año 2000, la Biblioteca ha impulsado nuevos proyectos incorporando tecnologías de la información y comunicación.

## Salas y colecciones

### Referencia y Publicaciones Periódicas
Agrupa diccionarios generales y especializados, enciclopedias, índices bibliográficos, manuales, revistas científicas y académicas, periódicos, guías, directorios, gacetas e informes estadísticos.

### Ciencia y Tecnología
Conformada  por materiales en  Ciencias Políticas, Derecho, Educación, Tecnología, Ingeniería, Economía, Finanzas, Comercio Exterior, entre otras.

### Humanidades
Contiene libros de  Literatura, Filosofía, Psicología, Religión Ciencias de la Historia, Música, Arte, Idiomas y Lingüística, Bibliografía y Ciencias de la Información.

### Raros y Curiosos
Conformada por 1540 libros provenientes del Dr. Pedro Grases..

### ¿Quién fue el Dr. Pedro Grases?
(Escritor y compilador) 1.909 (España)-2004 (Venezuela).  Graduado en Filosofía, Letras y Derecho. Profesor universitario a los 25 años.  Pedro Grases salió de su Barcelona natal (España) en 1.937, espantado por la cruenta guerra civil española.  Una vez en Venezuela, ató fuertes lazos con la Historia Nacional y se convirtió en el ordenador y editor de las Obras Completas de Andrés Bello:  una vasta colección de 26 tomos con el legado del intelectual venezolano.  Por otra parte, se encargó de estudiar y documentar los principales personajes del Primer Siglo de la República, gesto que se vio reflejado en los 15 volúmenes de "El Pensamiento Político Venezolano del Siglo XIX". Fue además el responsable del hallazgo y publicación de la Obra de Juan Germán Roscio, el filósofo venezolano de la Revolución Independentista".

### Arturo Uslar Pietri
Colección de aproximadamente 18.000 volúmenes agrupados en: Colección general, Colección especial de Libros Raros y Valiosos y Colección de Publicaciones Periódicas.

### Recursos Educativos en Multimedia
Conformada por recursos audiovisuales y multimedia en diversos formatos. Acondicionada con computadoras con conexión a Internet, televisores y equipos de DVD y VHS.

### José Antonio Mayobre
Cuenta con 35 sillas y Video Beam.

### 24 Horas
Es una sala de estudio que permanece abierta las 24 horas del día.